# باول شالمرز
باول شالمرز (بالإنجليزية: Paul Chalmers)‏ هو لاعب كرة قدم بريطاني، ولد في 31 أكتوبر 1963 في غلاسكو في المملكة المتحدة. لعب مع برادفورد سيتي ودونفرملين أثلتيك وسوانزي سيتي ونادي آير يونايتد ونادي إيست فيف ونادي سانت ميرين ونادي سلتيك وهاميلتون أكاديميكال.